# Nyírcsaholy, Szabolcs-Szatmár-Bereg
Nyírcsaholy  este un sat în districtul Mátészalka, județul Szabolcs-Szatmár-Bereg, Ungaria, având o populație de 2.321 de locuitori (2011). 

## Demografie
Componența etnică a satului Nyírcsaholy
     Maghiari (87,47%)
     Romi (12,31%)
     Ucraineni (0,22%)
Componența confesională a satului Nyírcsaholy
     Romano-catolici (43,86%)
     Greco-catolici (23,96%)
     Reformați (12,24%)
     Fără religie (1,34%)
     Necunoscută (18,27%)
     Alte religii (0,95%)
Conform recensământului din 2011, satul Nyírcsaholy avea 2.321 de locuitori. Din punct de vedere etnic, majoritatea locuitorilor (87,47%) erau maghiari, cu o minoritate de romi (12,31%). Nu există o religie majoritară, locuitorii fiind romano-catolici (43,86%), greco-catolici (23,96%), reformați (12,24%) și persoane fără religie (1,34%). Pentru 18,27% din locuitori nu este cunoscută apartenența confesională.